# 1950-е годы
1950-е (ты́сяча девятьсо́т пятидеся́тые) го́ды по григорианскому календарю — промежуток времени с 1 января 1950 года по 31 декабря 1959 года, включающий 1950 год 5-го десятилетия   и с 1951 по 1959 годы    6-го десятилетия XX века 2-го тысячелетия.  Они закончились 66 лет назад.
Десятилетие характеризуется восстановлением мира после Второй мировой войны, усилением холодной войны, вылившимся в ряд региональных конфликтов, массовым страхом перед угрозой ядерной войны, гонкой вооружений, масштабным шпионажем.
В области науки 1950-е характеризуются развитием атомных технологий, как военных (появление термоядерного оружия), так и мирных (появление атомных электростанций). Десятилетие ознаменовалось началом «космической эры»: осуществлены запуски первых искусственных спутников и первых животных в космос.
В культуре важными событиями стало широкое распространение телевидения и появление рок-н-ролла, первого жанра рок-музыки. Также это период перемен для кинематографа, расцвет новых волн: французская, советская, британская, польская школа.

## Важнейшие события

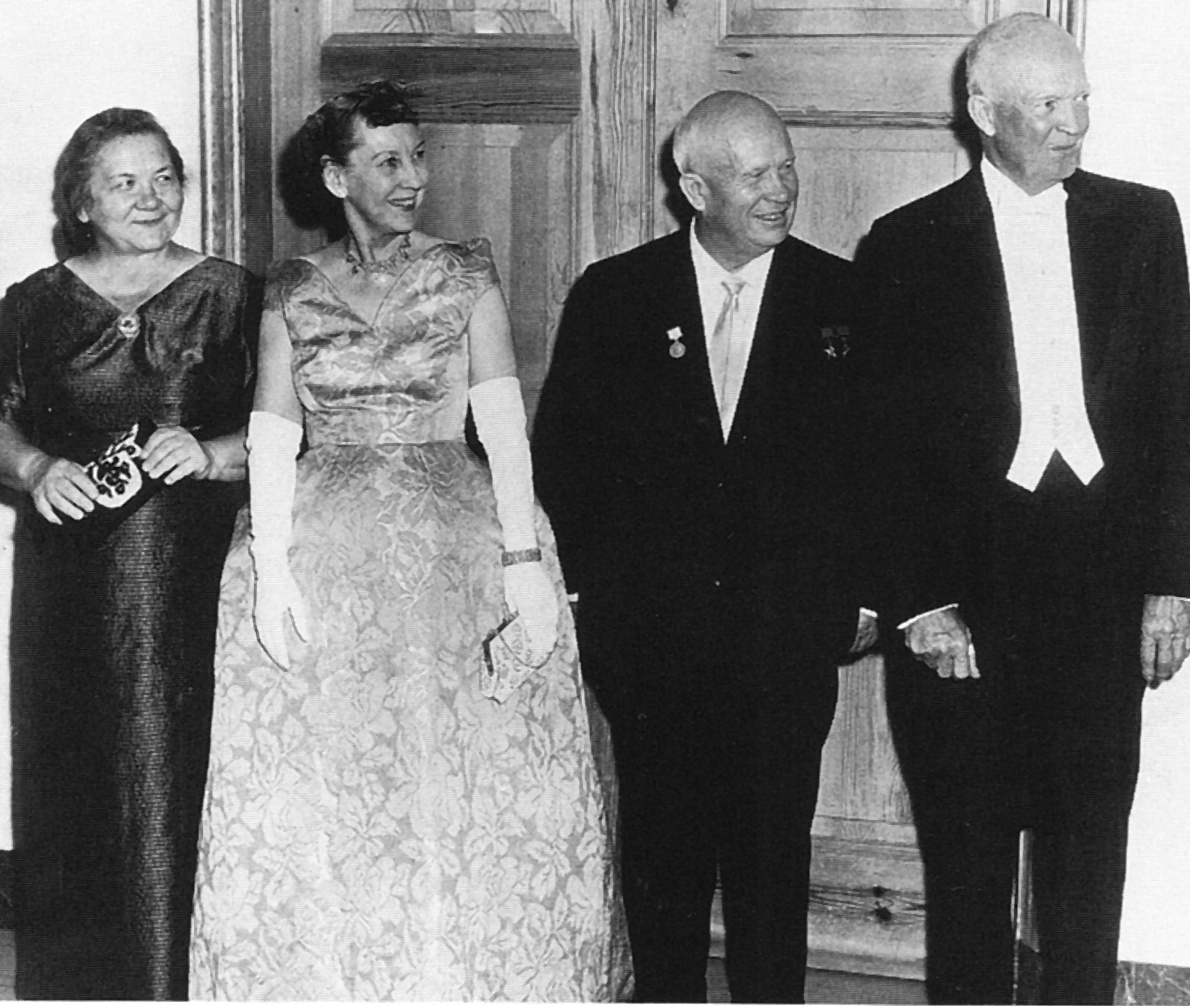
Никита Хрущёв и Дуайт Эйзенхауэр (на фото с жёнами в 1959 году) были лидерами СССР и США в 1950-е

### В мире
- Холодная война (1946—1990). Второй период «красной угрозы», маккартизм (1947—1957). Дело Розенбергов (1950—1953). Великобритания проводит первое ядерное испытание (1952). Испытания первых термоядерных бомб проводят США (1952) и СССР (1953) в ходе ядерной гонки. Испытание ядерной артиллерии в США (1953). Доктрина Эйзенхауэра (1957). Первые испытания межконтинентальных баллистических ракет СССР (1957) и США (1958). «Спутниковый кризис» (1957). Основаны DARPA, NORAD и NASA (1958). Реформа образования в США (1958; Закон об оборонном образовании[англ.]).
- Вхождение Тибета в состав КНР (1950—1951). Кризисы в Тайваньском проливе (1954—1955, 1958). Кампания под лозунгом «Пусть расцветают сто цветов» (1957). «Большой скачок» (1958—1960). Великий китайский голод (1959—1961). Тибетское восстание (1959).
- Корейская война (1950—1953). Корейское соглашение о перемирии (1953). Индокитайская война (1945—1954). Женевская конференция (1954). Начало войны во Вьетнаме.
- Сан-Францисский мирный договор (1951; не подписан Польшей, СССР и Чехословакией). Прекращение оккупации Японии (1952). Созданы силы самообороны Японии (1954).
- Парижские соглашения (1954). Прекращена оккупация ФРГ и Австрии (1955). Вступление ФРГ в НАТО (1955; Бундесвер). Доктрина Хальштейна (1955). Начало операции «Гладио» (1956). Присоединение Саара к ФРГ (1957).
- Европейская интеграция: созданы Европейское объединение угля и стали (1952), Европейское сообщество по атомной энергии (1957) и Европейское экономическое сообщество (1957).
- «Процесс Сланского» в Чехословакии (1952). Забастовка и рабочее восстание в Пловдиве (1953). Восстание в ГДР (1953). Создана Организация Варшавского договора (1955—1991). Познанский июнь и Польский Октябрь (1956). Венгерское восстание (1956). Советско-албанский (1955—1961) и советско-китайский раскол.
- Военный переворот в Парагвае[англ.] (1954; Стресснер). Операция ЦРУ по свержению президента Гватемалы (1954). Военный переворот в Аргентине (свержение Перона) (1955). Начало диктатуры Дювалье на Гаити, появление тонтон-макутов (1957). Январское восстание 1958 года в Венесуэле. Кубинская революция (1953—1959).
- Восстание Мау-Мау в Британской Кении (1952—1960). Война за независимость Алжира (1954—1962). Первая гражданская война в Судане (1955—1972).
- Национализация иранских нефтяных месторождений, Абаданский кризис[англ.] (1951). Операция ЦРУ по свержению премьер-министра Ирана (1953). Июльская революция в Египте (1952). Государственный переворот в Сирии (1954). Провал операции «Сусанна», дело Лавона (1954). СЕНТО (Багдадский пакт) (1955—1979). Суэцкий кризис (1956). Объединённая Арабская Республика (1958—1971). Революция 14 июля в Ираке (1958). Военный переворот в Пакистане (1958).
- Стамбульский погром (1955).
- Пандемия «азиатского гриппа» унесла жизни более миллиона человек (1957—1958).
- Основано Международное агентство по атомной энергии (1957). Пагуошское движение учёных (1957). Кампания за ядерное разоружение (1957).
- Пятая французская республика сменила четвёртую (1958; Шарль де Голль; кризисы Четвёртой республики).
- Договор об Антарктике (1959).

### В СССР
- «Великие стройки коммунизма».
- Дело врачей (1948—1953). Дело ЕАК (1948—1952). Мингрельское дело (1951—1952).
- Смерть и похороны Сталина (1953).
- Коллективное руководство[англ.]. Внутрипартийная борьба за лидерство. Правительство Маленкова (1953—1955), Булганина (1955—1958), Хрущёва (1958—1964).
- Реформы Берии. Арест, суд и казнь (1953).
- Амнистия 1953 года, рост преступности. Норильское, воркутинское и кенгирское восстания в ГУЛАГе (1953—1954).
- Передача Крымской области из состава РСФСР в состав УССР (1954).
- Кампания по освоению целины и кукурузная кампания (1954—1964).
- Отмена раздельного школьного обучения (1954).
- Тоцкие войсковые учения с использованием ядерного оружия (1954).
- Амнистия лиц, сотрудничавших с оккупантами (1955).
- XX съезд КПСС. Осуждение культа личности Сталина (1956). «Хрущёвская оттепель».
  - Начало десталинизации и реабилитации жертв репрессий (1956).
  - Тбилисские события (1956).
- Присоединение Карело-Финской ССР к РСФСР (1956).
- Начало массового жилищного строительства и расселения коммунальных квартир (1957).
- Совнархозы (1957—1965).
- Попытка смещения Хрущёва «антипартийной группой» (1957). Отставка и увольнение Жукова Г. К..
- Восстановление Чечено-Ингушской АССР (1957). Массовые беспорядки в Грозном (1958).
- Хрущёвская антирелигиозная кампания (1958—1964).
- Рязанская авантюра (1959).

### Катастрофы, стихийные бедствия, теракты
- Катастрофа Avro Tudor в Лландоу (1950).
- Ассамское землетрясение[англ.] (1950).
- Извержение вулкана Ламингтон на острове Новая Гвинея (1951).
- Крушение на станции Дровнино (1952).
- Катастрофа на авиашоу Фарнборо (1952).
- Землетрясение и цунами в Северо-Курильске, сильнейшее в России (1952).
- Великий смог в Лондоне (1952).
- Катастрофа C-124 в Татикаве (1953).
- Наводнение в странах Северного моря (1953).
- Наводнение в Китае[англ.] (1954).
- Землетрясение в Алжире (1954).
- Ураган Хейзел[англ.] (1954).
- Взрыв L-749 над Южно-Китайским морем (1955).
- Авария на гонке в Ле-Мане, крупнейшая в истории автоспорта (1955).
- Катастрофа L-049 под Петричем (1955).
- Катастрофа линкора «Новороссийск» (1955).
- Болезнь Минаматы (1956).
- Столкновение над Большим каньоном (1956).
- Взрыв в Кали[англ.] (1956).
- Кыштымская радиационная авария (1957).
- Инцидент с падением атомной бомбы в Марс-Блаффе (1958).
- Мегацунами в заливе Литуйя (1958).
- Авиакатастрофа под Клир-Лейком («День, когда умерла музыка») (1959).
- Тайфун Вера[англ.] (1959).
- Прорыв плотины Мальпассе (1959).

## Наука и техника

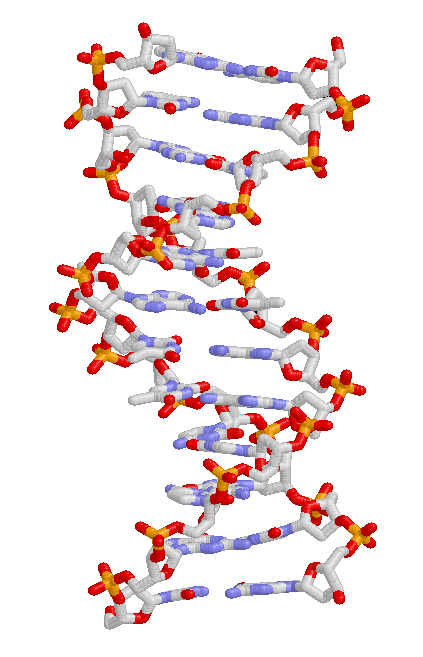
Структура ДНК

- Теории сверхпроводимости: теория Гинзбурга — Ландау (1950), теория Бардина — Купера — Шриффера (1957). Куперовская пара (1956).
- Разработаны вакцины против полиомиелита.
- 1950 — тест Тьюринга.
- 1951 — LEO I стал первым компьютером, используемым частной компанией для экономических вычислений.
- 1951 — теория управляемого термоядерного синтеза (Игорь Тамм, Андрей Сахаров, Олег Лаврентьев).
- 1951 — получены «бессмертные» раковые клетки HeLa.
- 1951 — эксперимент Аша (исследование конформизма).
- 1952 — первый реактивный авиалайнер de Havilland Comet.
- 1952 — эксперимент Херши — Чейз, доказавший, что генетическая информация находится в ДНК.
- 1953 — расшифрована структура ДНК, «двойная спираль» (Розалинд Франклин, Фрэнсис Крик, Джеймс Уотсон, Морис Уилкинс).
- 1953 — впервые получены искусственные алмазы.
- 1953 — разоблачение фальсификации останков так называемого «пилтдаунского человека».
- 1953 — проведён эксперимент Миллера — Юри, подтвердивший теорию зарождения жизни на Земле.
- 1953 — открытие фазы быстрого сна (Натаниэл Клейтман, Юджин Асерински).
- 1953—1954 — создание первого в мире квантового генератора — мазера (Николай Басов, Александр Прохоров, Чарлз Таунс).
- 1953—1957 — разработан метод получения термополированного стекла.
- 1954 — первая успешная операция по пересадке почки.
- 1954 — Джорджтаунский эксперимент, первая демонстрация возможностей машинного перевода.
- 1954 — основан ЦЕРН.
- 1954 — пуск Обнинской АЭС, первой в мире атомной электростанции.
- 1954 — создан первый токамак.
- 1954 — первый полностью транзисторный радиоприёмник Regency TR-1.
- 1954 — первая атомная подводная лодка «Nautilus».
- 1955 — изобретён беспроводной пульт управления телевизором (Юджин Полли, Роберт Адлер).
- 1955 — Луис Эссен создал первые атомные часы.
- 1955 — Жорж де Местраль запатентовал застёжку-липучку.
- 1955—1956 — появление контейнеровозов (Малком Маклин).
- 1955—1956 — экспериментальное обнаружение антипротона, нейтрино и антинейтрона.
- 1955—1957 — испытания первого атомолёта Convair NB-36H.
- 1956 — Клэр Паттерсон с помощью радиоизотопного датирования определил возраст Земли.
- 1956 — Рейнолд Джонсон разработал первый жёсткий диск, IBM 350.
- 1956 — Денхам Харман создал свободнорадикальную теорию старения.
- 1956 — первый трансатлантический телефонный кабель TAT-1.
- 1957 — патент на биоуправление (CCCP). Архивная копия от 5 ноября 2013 на Wayback Machine
- 1957—1959 — первый в мире атомный ледокол «Ленин».
- 1958 — создана компьютерная система автоматизированного управления самолётами-перехватчиками SAGE.
- 1958 — пациенту впервые имплантирован электрокардиостимулятор (Руне Элмквист, Оке Сеннинг[англ.]).
- 1958 — компания DuPont выпустила на рынок полиуретановые волокна.
- 1958 — Фрэнсис Крик сформулировал центральную догму молекулярной биологии.
- 1958 — Момофуку Андо изобрёл лапшу быстрого приготовления.
- 1958 — создание теории сверхтекучести (Виталий Гинзбург, Лев Питаевский).
- 1958—1959 — изобретение интегральной схемы.
- 1959 — открыт механизм горизонтального переноса генов.
- 1959 — первое судно на воздушной подушке, SR.N1[англ.].

| Сергей Павлович Королёв       | Владимир Николаевич Челомей   | Михаил Кузьмич Янгель         | Михаил Клавдиевич Тихонравов    |
| Серго Лаврентьевич Берия      | Александр Андреевич Расплетин | Анатолий Петрович Александров | Игорь Васильевич Курчатов       |
| Мстислав Всеволодович Келдыш  | Николай Геннадиевич Басов     | Александр Михайлович Прохоров | Николай Николаевич Семёнов      |
| Лев Давидович Ландау          | Андрей Дмитриевич Сахаров     | Яков Борисович Зельдович      | Юлий Борисович Харитон          |
| Игорь Владимирович Савельев   | Андрей Николаевич Колмогоров  | Михаил Алексеевич Лаврентьев  | Сергей Львович Соболев          |
| Игорь Ростиславович Шафаревич | Аксель Иванович Берг          | Борис Владимирович Гнеденко   | Виктор Михайлович Глушков       |
| Борис Николаевич Петров       | Ростислав Евгеньевич Алексеев | Владимир Михайлович Мясищев   | Павел Осипович Сухой            |
| Андрей Николаевич Туполев     | Олег Константинович Антонов   | Семён Алексеевич Лавочкин     | Михаил Леонтьевич Миль          |
| Николай Ильич Камов           | Архип Михайлович Люлька       | Николай Дмитриевич Кузнецов   | Анатолий Аркадьевич Благонравов |
| Михаил Тимофеевич Калашников  | Пётр Кузьмич Анохин           | Чарлз Хард Таунс              |                                 |

| Самолёты                                   | Самолёты | Самолёты | Самолёты                                               | Самолёты | Самолёты | Самолёты                              | Самолёты | Самолёты | Самолёты               | Самолёты |
| ------------------------------------------ | -------- | -------- | ------------------------------------------------------ | -------- | -------- | ------------------------------------- | -------- | -------- | ---------------------- | -------- |
| F-84 Thunderjet истребитель бомбардировщик |          |          | МиГ-15 истребитель                                     |          |          | F-86 Sabre истребитель бомбардировщик |          |          | МиГ-17 истребитель     |          |
| Ту-16 многоцелевой                         |          |          | F-100 Super Sabre истребитель бомбардировщик разведчик |          |          | МиГ-19 истребитель                    |          |          | Lockheed U-2 разведчик |          |

### Космос

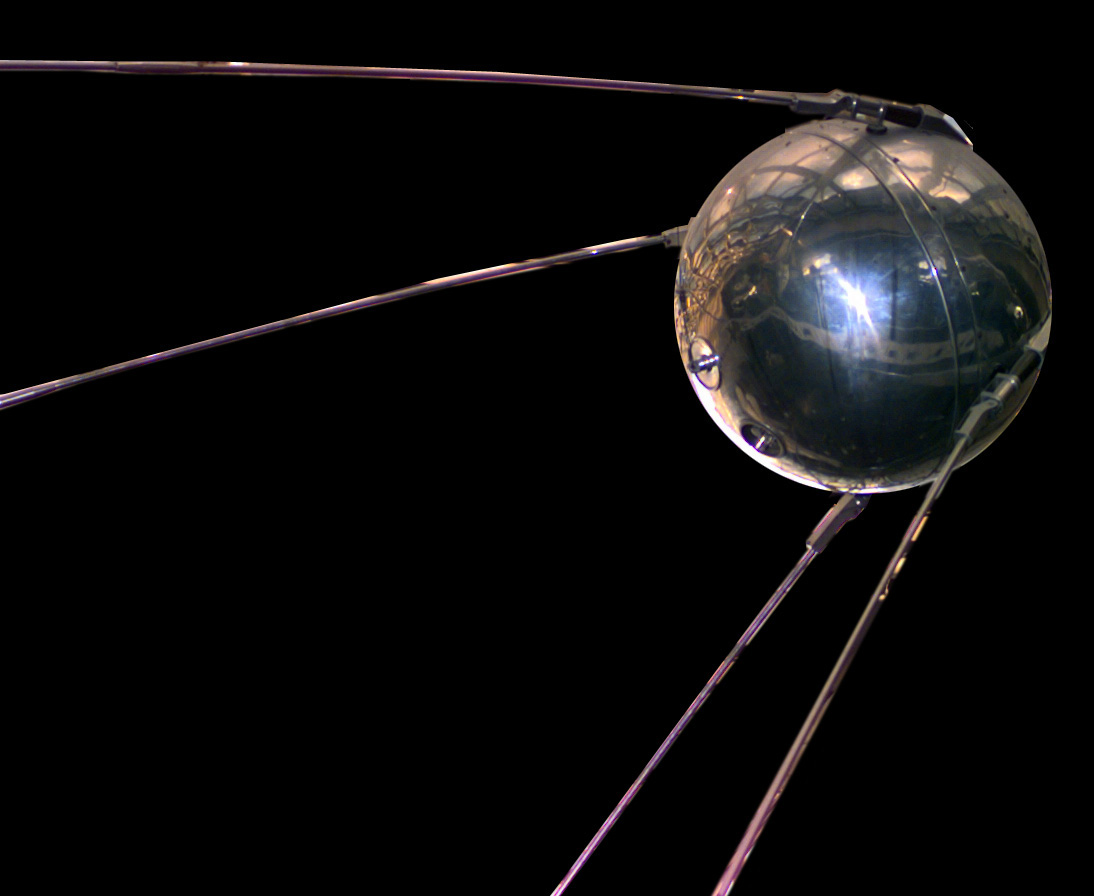
Макет первого
искусственного спутника Земли (1957)

- 1951 — первый успешный суборбитальный полёт советской ракеты с собаками Дезиком и Цыганом на борту.
- 1955 — начало строительства первого в мире космодрома Байконур.
- 1957 — запуск «Спутника-1», первого искусственного спутника Земли.
- 1957 — запуск «Спутника-2», первого биологического искусственного спутника Земли с собакой Лайкой на борту.
- 1958 — запуск первого спутника связи «SCORE».
- 1959 — космический аппарат «Луна-1» впервые достиг второй космической скорости и стал первым искусственным спутником Солнца.
- 1959 — запуск первого метеоспутника «Авангард-2».
- 1959 — первый успешный суборбитальный полёт американской ракеты с обезьянами Эйбл и Бейкер на борту.
- 1959 — американская программа спутниковой разведки «Corona».
- 1959 — спутник «Эксплорер-6» впервые сделал и передал фотографии Земли с орбиты.
- 1959 — космический аппарат «Луна-2» впервые достиг поверхности Луны.
- 1959 — космический аппарат «Луна-3» впервые использовал гравитационный манёвр, сделал первые фотографии обратной стороны Луны.

## Культура

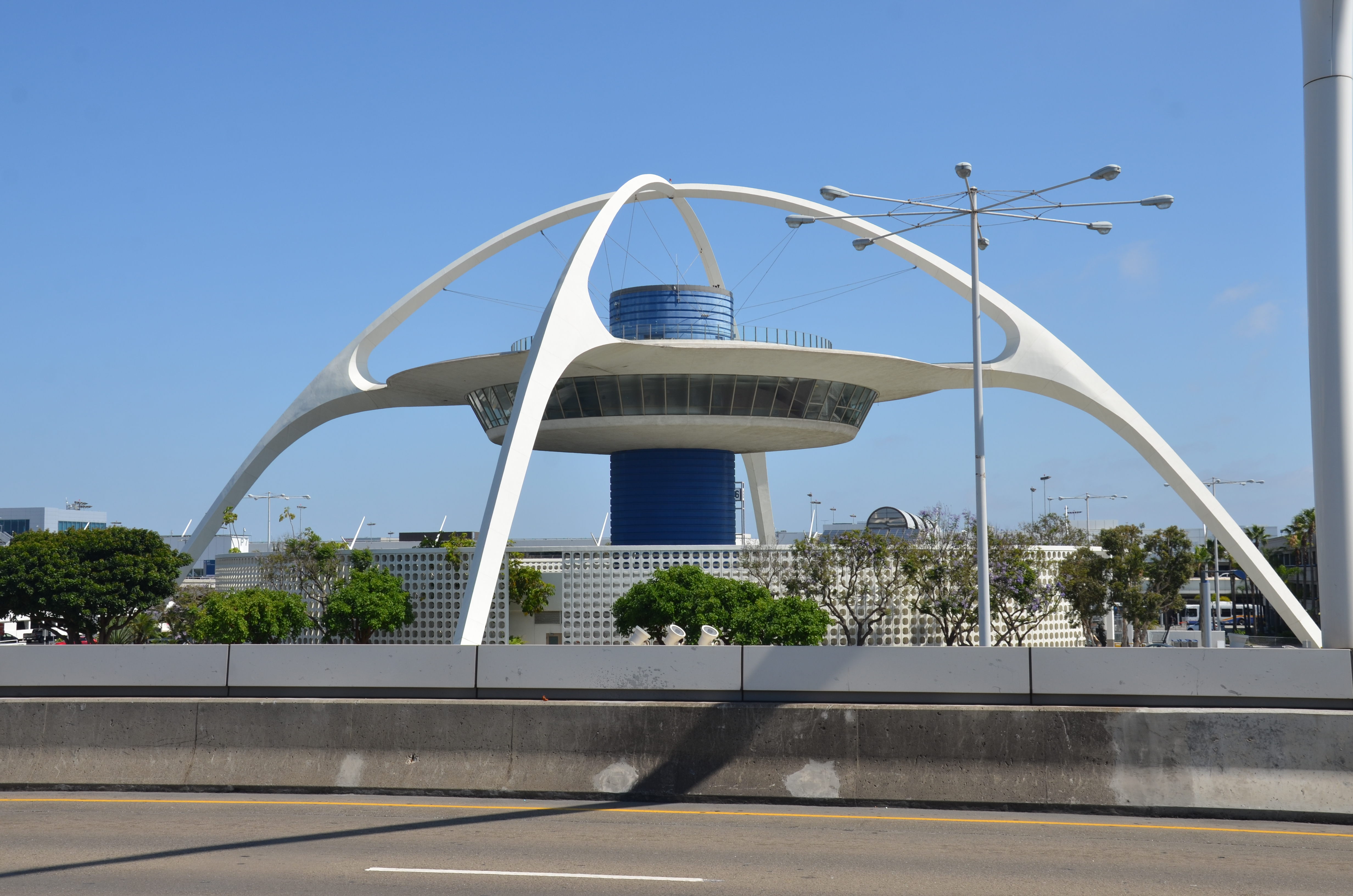
Яркий пример стиля гуги в архитектуре (Theme Building, международный аэропорт Лос-Анджелес, спроектировано в 1959 году)

- В США началось цветное телевещание (NTSC, 1953).
- Зарождение поп-арта.
- Расцвет стиля гуги.
- Стиляги.
- Первое издание «Книги рекордов Гиннесса» (1955).
- «Серебряный век комиксов» (1956—1970).
- VI Всемирный фестиваль молодёжи и студентов в Москве (1957).
- Появление скейтбордов.
- Появление байкеров в США (Outlaw motorcycle club[англ.]).
- «Разграбление Палермо»[англ.].

#### Америка
- Айзек Азимов (1920—1992). «Я, робот» (1950). «Конец Вечности» (1955).
- Рэй Брэдбери (1920—2012). «Марсианские хроники» (1950). «451 градус по Фаренгейту» (1953).
- Джером Сэлинджер (1919—2010). «Над пропастью во ржи» (1951).
- Роберт Хайнлайн (1907—1988). «Кукловоды» (1951). «Звёздный десант» (1959).
- Эрнест Хемингуэй (1899—1961). «Старик и море» (1952).
- Джек Керуак (1922—1969). «В дороге» (1957). «Бродяги Дхармы» (1958).
- Айн Рэнд (1905—1982). «Атлант расправил плечи» (1957).
- Уильям Берроуз (1914—1997). «Голый завтрак» (1959).
- Владимир Набоков (1899—1977). «Лолита» (1955).

#### Европа
- «Поколение пятидесятых годов» в испанской литературе.
- Клайв Льюис (1898—1963). Цикл «Хроники Нарнии» (1950—1956).
- Артур Кларк (1917—2008). «Конец детства» (1953).
- Ян Флеминг (1908—1964). Серия книг о Джеймсе Бонде (1953—1964).
- Уильям Голдинг (1911—1993). «Повелитель мух» (1954).
- Джон Толкин (1892—1973). «Властелин колец» (1954).
- Грэм Грин (1904—1991). «Тихий американец» (1955).
- Сэмюэл Беккет (1906—1989). Трилогия романов (1951): «Моллой», «Мэлон умирает» и «Безымянный», пьеса «В ожидании Годо» (1952).
- Франсуаза Саган (1935—2004). «Здравствуй, грусть!» (1954).
- Андре Франкен (1924—1997). Серия комиксов о Гастоне Лагаффе (1957).
- Джанни Родари (1920—1980). «Приключения Чиполлино» (1957).
- Альберто Моравиа (1907—1990). «Конформист[англ.]» (1951) и «Чочара[англ.]» (1957).
- Пьер Паоло Пазолини (1922—1975). «Шпана[англ.]» (1955).
- Эрих Мария Ремарк (1898—1970), «Время жить и время умирать» (1954).
- Томас Манн (1875—1955), романы «Избранник» (1951) и «Признания авантюриста Феликса Круля» (1954), повесть «Обманутая» (1954).
- Астрид Линдгрен (1907—2002). «Малыш и Карлсон, который живёт на крыше» (1955).

#### СССР
- Николай Носов (1908—1976). «Приключения Незнайки и его друзей» (1954). «Незнайка в Солнечном городе» (1958).
- Борис Пастернак (1890—1960). «Доктор Живаго» (1955).
- Юрий Бондарев (1924—2020). «Батальоны просят огня» (1957).
- Иван Ефремов (1908—1972). «Туманность Андромеды» (1957).
- Юрий Рытхэу (1930—2008). «Время таяния снегов» (1958).

### Африка
- Чинуа Ачебе. «Всё рушится[англ.]» (1958)

### Кино
В США продолжал действовать «кодекс Хейса», накладывавший цензурные ограничения. В СССР после смерти Сталина цензура была смягчена, что привело к появлению фильмов нового поколения. Начало расцвета советской мультипликации благодаря работам Ивана Иванова-Вано, Льва Атаманова, сестёр Брумберг и других. Массовое распространение широкоэкранного кинематографа, «золотой век» 3D-кинематографа, успех кругорамного кино.
Главными режиссёрами десятилетия становятся: Альфред Хичкок и Акира Куросава (после выхода «Расёмона», Куросава получил известность, начинается серия популярных на западе фильмов Куросавы о самураях и феодальной Японии). Семнадцатый фильм Ингмара Бергмана — «Седьмая печать», даёт плодотворному шведскому режиссёру статус мастера артхаусных и философских фильмов. Бергман является плодотворным и знаковым для всего европейского кинематографа.
В начале 50-х начал свою карьеру прославленный итальянский режиссёр Федерико Феллини.
В 1957 году кинокартина Михаила Калатозова «Летят журавли» получает Золотую пальмовую ветвь на Каннском кинофестивале, и становится единственным советским фильмом, удостоенным этой наградой за всё время.
«Бен Гур» (1959) — первый фильм в истории, получивший 11 премий Оскар, в том числе за лучший фильм.

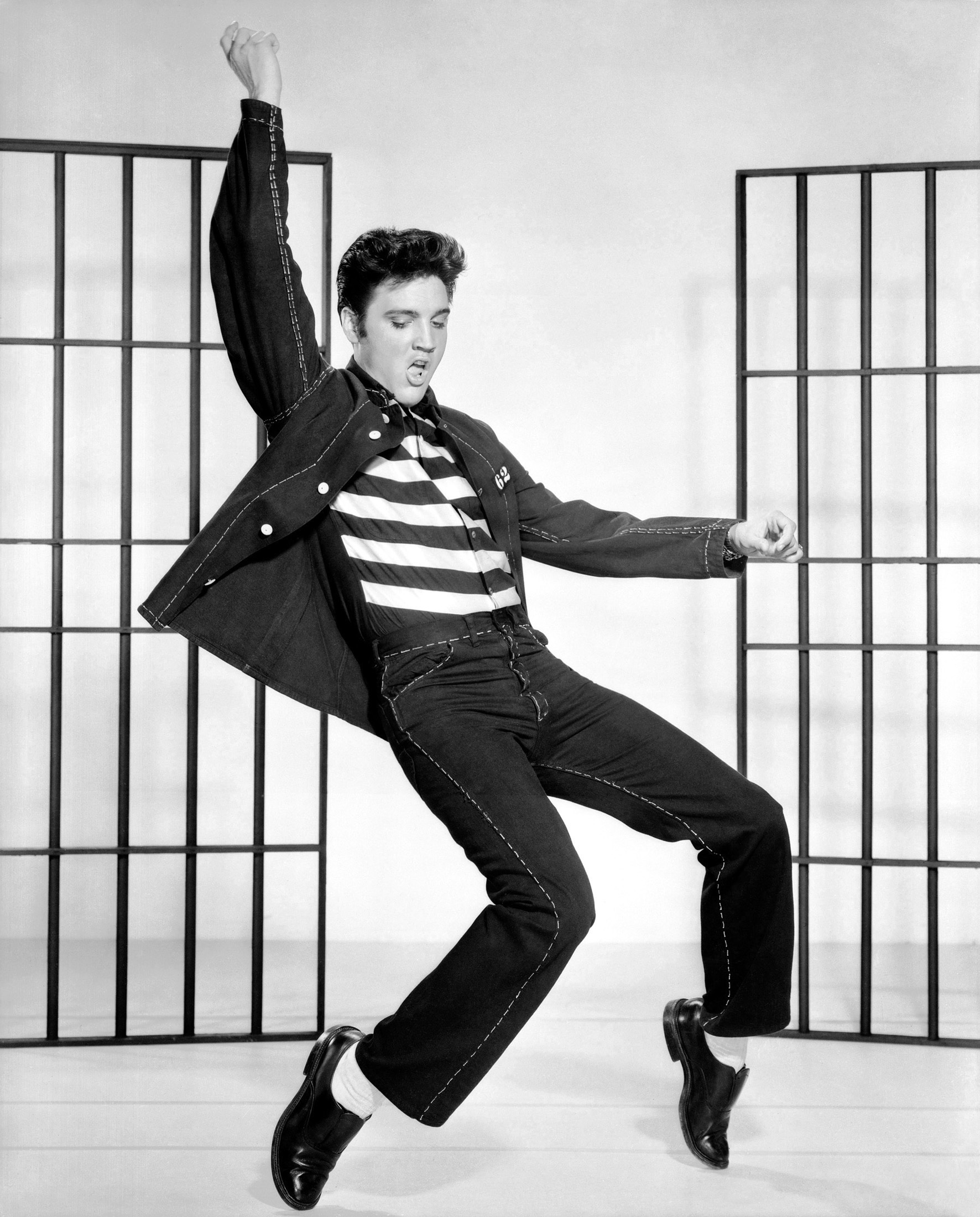
Элвис Пресли,
популярный певец и актёр 1950-х

Знаковыми фильмами 1950-х критики называют: мюзикл «Поющие под дождём», нуар «Сансет бульвар», драмы «Всё о Еве», «Трамвай „Желание“», «Бунтарь без причины» и «12 разгневанных мужчин», триллер «Головокружение», вестерн «Искатели», комедию «В джазе только девушки», самурайские фильмы «Семь самураев» и «Расёмон», пеплумы «Бен-Гур» и «Десять заповедей».

### Музыка
- Появление и расцвет рок-н-ролла благодаря таким исполнителям как Чак Берри, Элвис Пресли, Билл Хейли, Литтл Ричард.
- Основан конкурс песни «Евровидение» (1956).
- Основан ведущий американский хит-парад Billboard Hot 100 (1958).
- Учреждена музыкальная премия «Грэмми» (1959).
- Ральф Воан-Уильямс (1872—1958), композитор. «Концерт для тубы с оркестром» (1954).
- Пьер Булез (1925—2016), композитор, дирижёр. «Молоток без Мастера» (1955).
- Арам Хачатурян (1903—1978). Балет «Спартак» (1956).

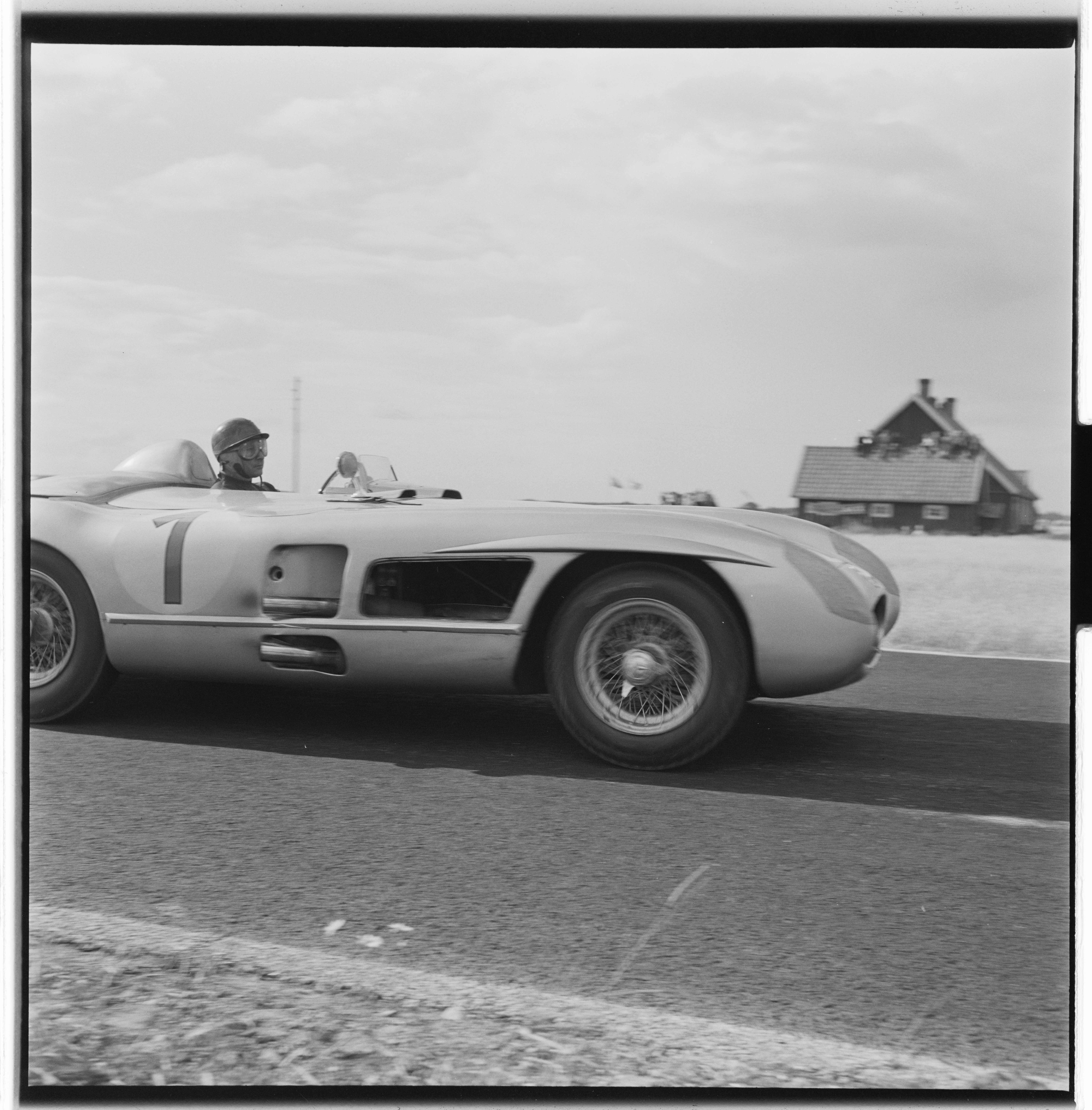
В 1950 году появились гонки «Формула-1».
Хуан-Мануэль Фанхио (на фото) стал их пятикратным чемпионом

### Спорт
- Олимпийские игры: зимние 1952 (Осло), летние 1952 (Хельсинки), зимние 1956 (Кортина-д’Ампеццо), летние 1956 (Мельбурн / Стокгольм). В 1951 году основан Олимпийский комитет СССР.
- Чемпионат мира по футболу: Бразилия-1950 (победитель — Уругвай), Швейцария-1954 (победитель — ФРГ), Швеция-1958 (победитель — Бразилия).
- Основан чемпионат мира по баскетболу (1950).
- Основаны Летние Азиатские игры (1951) и Панамериканские игры (1951).
- Покорены двенадцать из четырнадцати гор-восьмитысячников в 1950—1958 годах (в том числе высочайшей вершины мира, Джомолунгмы, в 1953 году).
- Чемпионы мира по шахматам: Михаил Ботвинник (1948—1957, 1958—1960), Василий Смыслов (1957—1958).
- Появился чемпионата мира по автогонкам «Формула-1» (1950). Аргентинец Хуан-Мануэль Фанхио выиграл 5 из 10 первых чемпионатов. В 1958 году введён Кубок конструкторов, впервые выигранный командой Vanwall.